# Silba caliginosa
Silba caliginosa är en tvåvingeart som beskrevs av Mcalpine 1964. Silba caliginosa ingår i släktet Silba och familjen stjärtflugor.
Artens utbredningsområde är Moçambique. Inga underarter finns listade i Catalogue of Life.